# Tytuły i zwroty honorowe
Tytuł – godność nadawana określonej osobie/grupie osób, podkreślająca jej: pozycję w hierarchii, pełnioną funkcję, czy też urząd, określony zawód, zdobyte wykształcenie itd. Określony tytuł może być także nadany jako godność honorowa, nadawana w celu podkreślenia zasług, czynów danej osoby, lub też z innych pobudek. Tytuły mogą być kadencyjne, dożywotnie, lub też dziedziczne. Pełny zakres tytułów (tytulatura) podawane są w zależności od stosowanej praktyki względem danego tytułu. Od XX wieku zaczęto stopniowo upraszczać dane tytulatury oraz zmniejszać zakres ich stosowania, zgodnie z duchem egalitaryzmu.
Wielu tytułom w danej kulturze, na przestrzeni wieków przyporządkowano określone formalne i nieformalne zwroty honorowe, inaczej grzecznościowe. Dawniej system zwrotów odpowiednich dla danych tytułów, funkcji, czy też pozycji społecznych, był mocno rozbudowany. Przetrwały jedynie te zwroty, które mają znaczenie w kurtuazji stosunków dyplomatycznych, lub te podkreślające znaczenie danej osoby w innych relacjach oficjalnych. Stosuje się je w urzędowej dokumentacji, w listach, wnioskach, czy też podczas uroczystych ceremonii.

## Precedencja tytułów
Najważniejsze są tytuły odnoszące się do osób obdarzonych funkcjami publicznymi. Kolejna zasadą jest też, że ważniejsze są tytuły, których nie można stracić, a więc ważniejsze od republikańskich są monarsze, od tytułów wojskowych naukowe. Te ostatnie uważa się również za ważniejsze od dziedzicznych tytułów arystokratycznych.

## Zasady ogólne
Niektóre tradycyjne zasady savoir-vivre tytułowania to przykładowo:
- w swobodnych stosunkach towarzyskich wykazujemy umiar w tytułowaniu;
- nie wymieniamy własnego tytułu, jeśli przedstawiamy się sami;
- w nagłówku korespondencji nie skraca się takich tytułów jak: dyrektor, redaktor, profesor („Pan Dyr.”, „Panie Prof.”), wyjątek: doktor, magister, inżynier, np. „Pan dr”, „Pan mgr”, „Pan mgr inż.”;
- w zwrotach ze słowami Pan/Pani najczęściej dodajemy Szanowny.../Szanowna..., lub dobitniej Wielce Szanowny.../Wielce Szanowna...;
- herby szlacheckie stanowią człon nazwiska, np. „Jan Zawisza-Iksiński”;
- formy „imię tytuł nazwisko”, np. „Aleksander hrabia Fredro”, w dzisiejszych czasach raczej nie używa się;
- nie łączy się tytułów, np. Panie Profesorze Kanclerzu, Panie Profesorze Burmistrzu itd.;
- nie tytułujemy mężczyzny, przedstawiając go kobiecie;
- żony nie korzystają z tytułów mężów i odwrotnie;
- przedstawiając osobę z tytułem naukowym, nie wymieniamy zawodu;
- jeśli osoba przedstawiana ma kilka tytułów wymieniamy najwyższy;
- równi (posiadanym tytułem i stopniem) opuszczają tytuły, ale nie osoba postronna;
- osobę na niższym stanowisku np. sekretarkę, asystenta, konsultanta przedstawiamy ograniczając się tylko do pan/pani, dodając imię i nazwisko;
- do osób piastujących stanowisko o nazwie dwuczłonowej jak np.: główny księgowy, główny specjalista ds. komunikacji zwracamy się używając tytułów zawodowych lub stopni naukowych np. panie magistrze, panie inżynierze, panie doktorze;
- wobec adresatów, którzy przestali pełnić wysokie funkcje państwowe (np. prezydenta, premiera, ministra, ambasadora, generała itp.), a także byłych monarchów należy tytułować dawnym najwyższym posiadanym tytułem.

## Tytuły i zwroty honorowe
Poniżej podano przykłady historycznych i współczesnych tytułów oraz zwrotów stosowanych w jęz. polskim.

### Tytuły głów państw

#### Monarchie
Monarchowie posiadają zazwyczaj dwie formy swojej tytulatury:
- prostą – zawiera jedynie określenie tytułu obowiązującego względem danego, konkretnego państwa, np. król Hiszpanii. Od XIX wieku częstą praktyką stało się tytułowanie monarchów względem nie państwa, a narodu danego kraju, np. cesarz Francuzów, król Hellenów (Greków), czy współcześnie król Belgów. Współcześnie, najczęściej stosuje się prostą tytulaturę.
- pełną, uroczystą – zawiera wszystkie tytuły przynależne głowie państwa, często mające jedynie historyczny charakter.

Zasady tytułowania i zwracania się do monarchów w stylu europejskim oraz wyjątki
- Cesarstwo (...) – cesarz/cesarzowa (...) – Jego/Jej Cesarska Mość...
  - Imperium Rosyjskie – Jego/Jej Imperatorska Mość...
- Monarchowie z tytułem cesarskim i królewskim (np. Zjednoczone Królestwo Wielkiej Brytanii i Irlandii, Cesarstwo Niemieckie) – Jego/Jej Cesarsko-Królewska Mość...
  - Monarchia Austro-Węgierska – Cesarz Austrii i Apostolski Król Węgier – Jego/Jej Cesarska i Królewska, Apostolska Mość[a]
  - Zjednoczone Królestwo Wielkiej Brytanii i Irlandii – w XIX wieku powstał również zwrot Jego/Jej Brytyjska (Cesarsko-Królewska) Mość...
- Królestwo (...) – król/królowa (...) – Jego/Jej Królewska Mość... (współcześnie we wszystkich królestwach europejskich)
  - Królestwo Prus – używano zamiennie zwrotu Jego/Jej Pruska Mość
- Księstwo (...) – książę/księżna (...) – nie używa się zwrotu Jego/Jej Książęca Mość..., zamiast niego najczęściej stosuje się zwrot Jego/Jej Najjaśniejsza Wysokość, przykładowo:
  - Wielkie Księstwo Luksemburga – Jego/Jej Królewska Wysokość Wielki Książę/Wielka Księżna Luksemburga
  - Księstwo Monako – Książę Monako – Jego/Jej Najjaśniejsza Wysokość Suwerenny Książę/Księżna Monako
  - Księstwo Liechtensteinu – Jego/Jej Najjaśniejsza Wysokość Książę/Księżna Liechtenstein
  - niekrólewskie/niecesarskie rody w księstwach Parmy, Modeny – Jego/Jej Wysokość...

Zasady tytułowania i zwracania się do monarchów w państwach muzułmańskich:
- Sułtanat[b] (...) – sułtan (...) – Jego Sułtańska Mość..., współcześnie także: Jego Królewska Mość...
- Emirat (...) – emir (...) – Jego Wysokość / Szejk...
- Nizam Hajdarabad – Jego Podniosła Wysokość... (zwrot nadany przez rząd imperium brytyjskiego[2])

Tytuły używane przez współczesnych monarchów
przedstawiono formy proste i bardziej rozbudowane
- Królestwo Danii
  - Jej Królewska Mość Królowa Danii
  - Jej Królewska Mość Małgorzata II, z Bożej Łaski Królowa Danii
- Królestwo Hiszpanii
  - Jego Królewska Mość Król Hiszpanii (hiszp. „Su Majestad Rey de España”)
  - Jego Katolicka Mość Filip VI Król Hiszpanii, Kastylii, Leónu, Aragonii, Nawarry, Grenady, Jerozolimy, Obojga Sycylii, Toledo, Walencji, Galicji, Majorki, Sewilli, Kordoby Sardynii, Korsyki, Murcji, Minorki, Jaen, Algarve, Algeciras Gibraltaru, Wysp Kanaryjskich, Hiszpańskich Indii Wschodnich i Zachodnich, Wysp i Lądów Morza Oceanicznego[c], Arcyksiążę Austrii, Książę Burgundii, Brabancji, Mediolanu i Neopatrii, Hrabia Habsburga, Flandrii, Tyrolu, Roussillon i Barcelony Pan Biskajów i Moliny[d]
- Królestwo Kambodży
  - Jego Królewska Mość Król Kambodży
  - Jego Królewska Mość Król Norodom Sihamoni, Królestwa Kambodży (w oryginale: „Preah Karuna Preah Bat Sâmdach Preah Bâromneath Norodom Sihamoni Nai Preah Reacheanachak Kampuchea”)
- Księstwo Liechtensteinu
  - Jego Najjaśniejsza Wysokość Książę Liechtensteinu
  - Jego Najjaśniejsza Wysokość Jan Adam II książę Liechtensteinu, książę Opawy i Karniowa, hrabia Rietberg i suweren Domu Liechtenstein (niem. Seine Durchlaucht Fürst von und zu Liechtenstein, Herzog von Troppau und Jägerndorf, Graf zu Rietberg, Regierer des Hauses von und zu Liechtenstein)
- Wielkie Księstwo Luksemburga
  - Jego Królewska Wysokość Wielki Książę Luksemburga
  - Jego Królewska Wysokość Henryk, z łaski Boga Wielki Książę Luksemburga, książę Nassau, książę Bourbon-Parma, hrabia palatyn reński, hrabia Sayn, Königstein, Katzenelnbogen i Diez, burgrabia Hammerstein, pan Mahlberg, Wiesbaden, Idstein, Merenberg, Limburg i Eppstein
- Królestwo Maroka
  - Jego Królewska Mość Król Maroka
  - Jego Królewska Mość Muhammad VI, Dowódca Wiernych[3], niech Bóg da mu zwycięstwo (w oryginale:صاحب الجلالة الملك محمد السادس أمير المؤمنين نصره الله – „Ṣāḥib al-Jalālah al-Malik Muḥammad al-Sādis, ‘Amīr al-Mu’minīn, Naṣṣarahu-Illāh”)
- Księstwo Monako
  - Jego Najjaśniejsza Wysokość Suwerenny Książę Monako
  - Jego Najjaśniejsza Wysokość Albert II Suwerenny Książę Monako, Książę Valentinois, Estouteville, Mazarin i Mayenne, Książę Château-Porcien, Markiz Baux, Chilly-Mazarin, Guiscard i Bailli, Hrabia Polignac, Carladès, Ferrette, Belfort, Thann i Rosemont, Torigni, Longjumeau, Clèdes, Baron Calvinet, Buis, La Luthumière, Hambye, Altkirch, Saint-Lô i Massy, Senior Issenheim i Saint-Rémy, Pan Matignon
- Królestwo Niderlandów (Holandia)
  - Jego Królewska Mość Król Niderlandów
  - Jego Królewska Mość Wilhelm Aleksander, z łaski Boga Król Niderlandów, Książę Oranii-Nassau, Jonkheer van Amsberg; Markiz Veere i Vlissingen, Hrabia Buren, Culemborg i Leerdam, Hrabia Dietz, Katezenelnbogen i Spigelberg, Hrabia Vianden, Wicehrabia Antwerpii, Baron Bredy, Cranendonck, Ziemi Cujik, Eindhoven, Miasta Grave, IJsselstein i Liesveld, Baron Diest, Herstal i Warneton, Hrabia Beilstein, Arlay i Nozeroy, Dziedziczny Pan i Senior Ameland, Pan Baarn, Borculo, Bredevoort, Geertruidenberg, Hooge en Lage Zwaluwe, Klundert, Lichtenvoorde, 't Loo, Naaldwijk, Niervaart, Polanen, Steenbergen, Sint Maartensdijk, Soest, Ter Eem, Willemstad i Zevenbergen, Baron Bütgenbach, Sankt Vith i Turnhout, Baron Besançon i Montfort, Baron Daasburg
- Królestwo Norwegii
  - Jego Królewska Mość Król Norwegii (norw. „Hans Majestet”)
- Królestwo Tajlandii
  - Jego Królewska Mość Król Tajlandii
  - Jego Wspaniałość, Wielki Pan, Siła Ziemi, Nieporównywalna Moc, Syn Mahidola, Potomek Boga Wisznu, Wielki Król Syjamu, Jego Królewskość, Wspaniała Ochrona Bhumibol Adulyadej[4]. (taj. พระบาทสมเด็จพระปรมินทรมหาภูมิพลอดุลยเดช มหิตลาธิเบศรรามาธิบดี จักรีนฤบดินทร สยามินทราธิราช บรมนาถบพิตร – „Phra Bat Somdet Phra Paraminthra Maha Bhumibol Adulyadej Mahitalathibet Ramathibodi Chakkrinaruebodin Sayamminthrathirat Borommanatthabophit”) Król jest także określany jako „Dziewiąty Władca”, „Władca Ponad Naszymi Głowami” i „Pan Życia”
- Zjednoczone Królestwo Wielkiej Brytanii i Irlandii Północnej
  - Jego Królewska Mość Król
  - Jego Królewska Mość Karol III, z Bożej łaski, Zjednoczonego Królestwa Wielkiej Brytanii i Irlandii Północnej i Jego innych Królestw i Posiadłości Król, Głowa Wspólnoty Narodów, Obrońca Wiary (ang. „His Majesty Charles the Third, By the Grace of God, of the United Kingdom of Great Britain and Northern Ireland, and of her other Realms and Territories, King, Head of the Commonwealth, Defender of the Faith”[5])
  - W XIX wieku w monarchii brytyjskiej powstał zwrot honorowy Jego/Jej Brytyjska (Królewska) Mości (eng. His/Her Britannic Majesty), stosowany obecnie m.in. w dokumentach urzędowych, dyplomacji i brytyjskich paszportach.
- Kanada
  - Jego Królewska Mość Król Kanady
  - Jego Królewska Mość Karol III, z Bożej łaski, Zjednoczonego Królestwa, Kanady i Jego innych Królestw i Posiadłości Król, Głowa Wspólnoty Narodów, Obrońca Wiary (ang. by the Grace of God of the United Kingdom, Canada and His other Realms and Territories King, Head of the Commonwealth, Defender of the Faith, fr. par la grâce de Dieu du Royaume-Uni, du Canada et de ses autres royaumes et territoires Roi, chef du Commonwealth, défenseur de la foi)
- Królestwo Suazi
  - Jego Królewska Mość Król Suazi Oryginalny tytuł królewski w Suazi to: Ingwenyama (dosłownie „Lew Suazi”). Natomiast tytuł królowej to: Indovukazi (dosłownie „Wielka Słonica”)
- Zakon Maltański
  - Jego Najeminentniejsza Wysokość Książę i Wielki Mistrz Suwerennego Rycerskiego Zakonu Szpitalników Świętego Jana z Jerozolimy, Zwanego Rodyjskim lub Maltańskim – Wielkiemu Mistrzowi Zakonu Maltańskiego zgodnie z nadanym mu przez Kościół przywilejem przysługuje jako władcy suwerennego podmiotu i duchownego równego kardynałom zwrot Jego Najeminentniejsza Wysokość (wł. Sua Altezza Eminentissima)[6]
- Stolica Apostolska/Watykan
  - Jego Świątobliwość papież
  - Jego Świątobliwość Biskup Rzymu, Wikariusz Jezusa Chrystusa, Następca Księcia Apostołów, Najwyższy Kapłan Kościoła Powszechnego, Prymas Włoch, Arcybiskup i Metropolita Rzymskiej Prowincji Kościelnej, Suweren Państwa Miasto Watykan, Sługa Sług Bożych (łac. „Sua Sanctitas Episcopus Romanus, Vicarius Christi, Successor principis apostolorum, Summus Pontifex Ecclesiae Universalis, Primas Italiae, Archiepiscopus et metropolitanus provinciae ecclesiasticae Romanae, Princeps sui iuris civitatis Vaticanae, Servus Servorum Dei”)

Przykładowe historyczne monarchie (tytuły używane przez ostatnich władców tych krajów)
- Imperium Rosyjskie (do 1918) – dla Aleksandra II:
  - Jego Cesarska Mość, z Bożej łaski Cesarz i Samowładca Wszechrosji, Moskiewski, Kijowski, Włodzimierski, Nowogrodzki, Car Kazański, Car Astrachański, Król Polski, Car Sybirski, Car Chersońsko-Taurydzki, Car Gruziński, Pan na Pskowie i Wielki Książę Smoleński, Litewski, Wołyński, Podolski i Finlandzki, Książę Estoński, Inflandzki, Kurlandzki i Semigalski, Żmudzki, Białostocki, Korelski, Twerski, Jugorski, Permski, Wiatski, Bułgarski i innych; Pan i Wielki Książę Niższego Nowogrodu, Czernichowski, Riazański, Połocki, Rostowski, Jarosławski, Białozierski, Udorski, Obdorski, Kondyjski, Witebski, Mścisławski, Władca całej strony Północnej; Pan Ziemi Iwerskiej, Kartalińskiej, Kabardyjskiej i Krainy Ormiańskiej, Książę Dziedziczny i Władca Książąt Czerkaskich, Górskich i innych; Następca Norwegski, Książę Szlezwicko-Holsztyński, Stornmarnski, Ditmarseński i Oldenburski, etc., etc., etc.[7]
(ros. Божиею споспешествующею милостию, ..., Император и Самодержец Всероссийский, Московский, Киевский, Владимирский, Новгородский; Царь Казанский, Царь Астраханский, Царь Польский, Царь Сибирский, Царь Херсониса Таврического, Государь Псковский и Великий Князь Смоленский, Литовский, Волынский, Подольский и Финляндский; Князь Эстляндский, Лифляндский, Курляндский и Семигальский, Самогитский, Белостокский, Корельский, Тверский, Югорский, Пермский, Вятский, Болгарский и иных; Государь и Великий Князь Новгорода Низовския Земли, Черниговский, Рязанский, Полотский, Ростовский, Ярославский, Белозерский, Удорский, Обдороский, Кондийский, Витебский, Мстиславский, и всея Северныя страны Повелитель; и Государь Иверския, Карталинския и Кабардинския земли и области Армения; Черкасских и Горских Князей и иных наследный Государь и обладатель; наследник Норвежский, Герцог Шлезвиг-Голстинский, Сторманский, Дитмарсенский и Ольденбургский, и прочая, и прочая, и прочая)
- Cesarstwo Niemieckie (do 1918):
  - Jego Cesarska i Królewska Mość, z łaski Boga cesarz niemiecki i król pruski, margrabia Brandenburgii, burgrabia Norymbergi, hrabia Hohenzollern, Książę Śląska oraz hrabstwa kłodzkiego, wielki książę Nadrenii i Poznania, książę Saksonii, Angarii, Westfalii, Pomorza i Lüneburga, książę Szlezwiku, Holsztynu i Krosna (nad Odrą), książę Magdeburga, Bremy, Geldrii i Julich, Kleve i Bergu, książę Wendów i Kaszubian, Lauenburga, Meklenburga etc. landgraf Hesji i Turyngii, margrabia Górnych i Dolnych Łużyc, książę Oranii, książę Rugii, Fryzji Wschodniej, Paderbornu i Pyrmontu, książę Halberstadt, Münster, Minden, Osnabrück, Hildesheim, Verden, Kamienia, Fuldy, Nassau i Mörs etc. uksiążęcony hrabia Hennebergu, hrabia Marchii, Ravensburga, Hohenstein, Tecklenburg i Lingen, hrabia Mansfeld, Sigmaringen i Veringen, pan Frankfurtu, etc., etc.
- Austro-Węgry (do 1918):
  - Jego Cesarska i Królewska Apostolska Mość, z Bożej Łaski cesarz Austrii, apostolski król Węgier, król Czech, Dalmacji, Chorwacji, Slawonii, Galicji, Lodomerii i Ilyrii, król Jerozolimy, etc., etc. arcyksiążę Austrii, wielki książę Toskanii i Krakowa, książę Lotaryngii, Salzburga, Styrii, Karyntii, Krainy i Bukowiny, wielki książę Siedmiogrodu, margrabia Moraw, książę Dolnego i Górnego Śląska, Modeny, Parmy, Piacenzy, Guastalli, Oświęcimia i Zatoru, Cieszyna, Friuli, Raguzy i Zadaru, uksiążęcony hrabia Habsburga i Tyrolu, Kyburga, Gorycji i Gradiszki, książę Trydentu i Brixen, margrabia Łużyc Dolnych i Górnych oraz Istrii, hrabia Hohenembs, Feldkirch, Bregenz, Sonnenebergu, pan Triestu, Cattaro i Marchii Wendyjskiej, wielki wojewoda województwa Serbii, etc., etc. (niem. Seine Kaiserliche und Königliche Apostolische Majestät, von Gottes Gnaden Kaiser von Österreich, König von Ungarn und Böhmen, von Dalmatien, Kroatien, Slawonien, Galizien, Lodomerien und Illyrien; König von Jerusalem etc.; Erzherzog von Österreich; Großherzog von Toskana und Krakau; Herzog von Lothringen, von Salzburg, Steyer, Kärnten, Krain und der Bukowina; Großfürst von Siebenbürgen, Markgraf von Mähren; Herzog von Ober- und Niederschlesien, von Modena, Parma, Piacenza und Guastalla, von Auschwitz und Zator, von Teschen, Friaul, Ragusa und Zara; Gefürsteter Graf von Habsburg und Tirol, von Kyburg, Görz und Gradisca; Fürst von Trient und Brixen; Markgraf von Ober- und Niederlausitz und in Istrien; Graf von Hohenems, Feldkirch, Bregenz, Sonnenberg etc.; Herr von Triest, von Cattaro und auf der Windischen Mark; Großwojwode der Wojwodschaft Serbien, etc., etc.)
- Królestwo Portugalii (do 1910):
  - Jego Najwierniejsza Mość, z Łaski Boga i Konstytucji monarchii król Portugalii i Algarve, z tej i tamtej strony morza, w Afryce, Pan Gwinei oraz Konkwisty, Żeglugi i Handlu w Etiopii, Arabii, Persji i w Indiach etc.[8]
- Królestwo Włoch (do 1946):
  - Jego Królewska Mość, z łaski Boga i Woli Narodu król Włoch, król Sardynii, Cypru, Jerozolimy, Armenii, księcia Sabaudii, hrabiego Maurienne, margrabia (Świętego Cesarstwa Rzymskiego) we Włoszech, książę Piemontu, Carignano, Oneglii, Poirino, Turynu, książę i stały wikariusz Świętego Cesarstwa Rzymskiego we Włoszech, książę Karmanioli, Montmellianu z Arbin i Francin, książę baliw księstwa Aosty, Chieri, Dronero, Crescentino, Riva di Chieri i Banna, Busca, Bene, Brà, książę Genui, Monferratu, Chiablese, Genevese, Piacenzy, Carignano Ivoy, margrabia Iwrei, Saluzzo, Suzy, Ceva, Maro, Oristano, Cesana, Savona, Tarantazji, Borgomanero i Cureggio, Caselle, Rivoli, Pianezzy, Govone, Salussoli, Racconigi z Tegerone, Migliabruną i Motturone, Cavallermaggiore, Marene, Modane oraz Lansleburga, Livorno (Ferrary), Santhii, Agliè, Barge, Centallo i Demonte, Dessany, Ghemme, Vigone, Villafranca, hrabia Moriany, Ginevry, Nizzy, Tendy, Romontu, Asti, Alessandrii, Goceano, Novary, Tortony, Bobbio, Soissons, hrabia Cesarstwa Francuskiego, hrabia S. Antioco, Pollenzo, Roccabruny, Tricerro, Bairo, Ozegny, Apertole, baron Vaud i Faucigny, suweren Monako, Roccabruny i 11/12 części Mentony, pan Vercelli, Pinerolo, Lomelliny i Valle Sesia, nobil i patrycjusz Wenecji, patrycjusz Ferrary etc.
- Imperium Osmańskie (do 1918)
  - Padyszach, Szach, Kagan, Zwierzchnik domu Osmanów, sułtan sułtanów, chan chanów, przywódca wiernych, sukcesor Proroka Władcy Wszechświata, Kustosz świętych miast Mekki, Medyny i Jerozolimy, sułtan Rzymu, Władca Trzech Miast Konstantynopola, Adrianopola i Bursy, miast Damaszku Kairu, całego Azerbejdżanu, Magrebu, Barki, Kairuanu, Aleppo, arabskiego Iraku, Acem, Basry, Al-Hasy, Dilenu, Ar Raqqah, Mosulu, Partii, Diyarbakıru, Cylicji, Erzurum, Sivasu, Adany, Karamanu, Vanu, Barbary, Abisynii, Tunezji, Trypolisu, Cypru, Rodos, Kandii, wijaletu Morei, Morza Marmara, Morza Czarnego i wszystkich jego brzegów, Anatolii, Rumelii, Bagdadu, Grecji, Turkistanu, Tatarii, Czerkasji, dwóch regionów Kabardy, Gruzji, Stepu Kipczackiego, całego kraju Tatarów, Kefe i wszystkich sąsiednich krajów, Bośni, miasta i twierdzy Belgrad, wijaletu Serbii ze wszystkimi zamkami, twierdzami i miastami, całej Albanii, Eflaku Bogdanii, a także wszystkich innych posiadłości i wielu innych krajów.

Na przestrzeni wieków monarchowie europejscy otrzymywali różne tytuły od papieży
- Obrońca Wiary (ang. Defender of the Faith; łac. Defensor Fidei) – tytuł nadany przez papieża Henrykowi VIII za stanowczość wobec Marcina Lutra w 1521. Po ekskomunice Henryka VIII używany przez monarchów angielskich bezprawnie.
- Król Apostolski – tytuł przyznany 19 marca 1758 królom Węgier – Jego/Jej Apostolska Mość
- Król Arcychrześcijański (łac. Rex Christanissimus, fr.roi très chrétien) – tytuł królów Francji – Jego Arcychrześcijańska Mość (fr. Sa Majesté Très Chrétienne, skrót S.M.T.C.)
- Król Katolicki – tytuł przyznany monarchom hiszpańskim – Jego/Jej Katolicka Mość
- Król Najwierniejszy (łac. Rex Fidelissimus) – tytuł nadany w 1748, królom Portugalii – Jego/Jej Najwierniejsza Mość (port. Sua Majestade Fidelíssima, skrót S.M.F.)
- Król Prawowierny (łac. Rex Orthodoxus) – tytuł nadany w 1661 roku królom Polski (Aleksander VII przyznał go Janowi Kazimierzowi i jego następcom). Tytuł nie przyjął się, gdyż orthodoxus błędnie interpretowano jako prawosławny. Używał go sporadycznie Jan III Sobieski.

#### Republiki
We współczesnych krajach o ustroju republikańskim głową państwa jest co do zasady:
- prezydent (...) – Jego/Jej Ekscelencja, Prezydent... // zwroty bezpośrednie: Wasza Ekscelencjo, Panie prezydencie/Pani prezydent

### Tytuły małżonków głów państw
Małżonki panujących władców noszą żeńską formę tytułów monarszych (istnieją jednak wyjątki od tej zasady, współcześnie zwłaszcza w państwach islamskich). Małżonkowie panujących kobiet, jeśli nie otrzymali tytułu monarszego, noszą tytuł – książę małżonek. W ustroju republikańskim nieformalnym tytułem przysługującym żonie głowy państwa jest pierwsza dama. Gdy urząd pełni kobieta jej małżonek jest określany natomiast jako pierwszy dżentelmen.

### Tytuł honorowybohatera
- Bohater Związku Radzieckiego
- Bohater Federacji Rosyjskiej

### Tytuły funkcjonariuszy publicznych
Przy tytułowaniu funkcjonariuszy publicznych używa się nazwy ich urzędu, zwroty bezpośrednie wynikają z kurtuazji, w Polsce:
- Marszałek Sejmu, Marszałek Senatu, Wicemarszałek Sejmu, Wicemarszałek Senatu – Pan/Pani Marszałek // zwrot: Panie Marszałku/Pani Marszałek
- Prezes Rady Ministrów, Wiceprezes Rady Ministrów – Pan/Pani Premier // zwrot: Panie Premierze/Pani Premier
- Minister... – Pan/Pani Minister // zwrot: Panie Ministrze/Pani Minister
- Sekretarz Stanu i Podsekretarz Stanu (pot. wiceministrowie), Szef Kancelarii... – Pan/Pani Minister // zwrot: Panie Ministrze/Pani Minister
- Poseł Rzeczypospolitej Polskiej – Pan/Pani Poseł // zwrot: Panie pośle/Pani poseł
- Senator Rzeczypospolitej Polskiej – Pan/Pani Senator // zwrot: Panie senatorze/Pani senator
- Starosta Powiatu, Wicestarosta Powiatu – Pan/Pani Starosta // zwrot: Panie/Pani Starosto
- Wojewoda – Pan/Pani Wojewoda // zwrot: Panie/Pani Wojewodo
- Prezydent Miasta, Wiceprezydent Miasta – Pan/Pani Prezydent // zwrot: Panie Prezydencie/Pani Prezydent
- Burmistrz Miasta, Wiceburmistrz Miasta – Pan/Pani Burmistrz // zwrot: Panie Burmistrzu/Pani Burmistrz
- Wójt Gminy, Wicewójt Gminy – Pan/Pani Wójt // zwrot: Panie Wójcie/Pani Wójt

### Tytuły członków rodzin monarszych i arystokratów
Obecne monarchie
Podstawowym tytułem przysługującym członkom rodziny monarchy jest książę/księżna (w formie z łac. Princeps).
Bliżsi i dalsi krewni monarchy, będący zgodnie z prawem dynastycznym członkami Rodziny Królewskiej (określenia nie należy mylić z „dynastią”) przysługuje tytuł książęcy odnoszący się do danego państwa, np. członkom Brytyjskiej rodziny królewskiej przysługuje tytuł: książę/księżna Zjednoczonego Królestwa (Prince/Princess of the United Kingdom)
Do najbliższych członków rodziny monarszych i arystokratycznych (tylko tych wywodzących się od samodzielnych władców, lub feudałów), stosuje się następujące zwroty:
- członek rodziny cesarskiej – Jego/Jej Cesarska Wysokość...,
- członek rodziny królewskiej – Jego/Jej Królewska Wysokość...
- członek rodziny książęcej – Jego/Jej Książęca Wysokość...
  - w księstwach Monako i Liechtensteinie najbliżsi członkowie rodzin panujących noszą tytuł księcia/księżnej, przysługują im identyczne zwroty jak urzędującym monarchom – Jego/Jej Najjaśniejsza Wysokość Książę/Księżna
- w emiratach (m.in. Kataru, Kuwejtu)
  - następca tronu – Jego Wysokość...
  - inni członkowie rodziny – Jego/Jej Ekscelencja...

Do dalszych członków rodziny monarszej, jeśli nie posiadają ona innych specjalnych tytułów, stosuje się zwrot – Jego/Jej Wysokość...
Dawne monarchie i zdetronizowane dynastie
Podstawowym tytułem przysługującym członkom rodziny monarchy jest książę/księżna (w formie z łac. Princeps). Do wyjątków należała dynastia Habsburgów, gdzie od XVI wieku członkom rodu przysługiwały tytuły: arcyksiążę/arcyksiężna. Rozróżnić należy jednak najbliższą rodzinę monarchy (jego dzieci, czasem też wnucząt), od dalszych krewnych. Najbliżsi krewni monarchy posiadali osobliwe, wyższe w hierarchii tytuły, np.:
- Królestwo Polski – królewicz/królewna – dzieci króla. Ważne jest, że członkom rodziny panującego monarchy przysługiwał z urzędu tytuł książęcy, który był rzadkością wśród polskich rodów
- Królestwo Francji – książę/księżna krwi królewskiej, a do dalszych krewnych książę/księżna krwi
- monarchie na półwyspie iberyjskim – infant/infantka
- Imperium Rosyjskie (od XVIII wieku) – wielki książę/wielka księżna, od 1886 dla wnuków imperatora wprowadzono tytuł: książę/księżna krwi imperatorskiej[9]
- państwa, których monarchą był car, a także w odniesieniu do potomków książąt gruzińskich i tatarskich chanów (kazańskich, syberyjskich i in.) – carewicz/carewna

Zwroty stosowane wobec dawnych członków rodzin monarszych (także po zdetronizowaniu):
- członek rodziny cesarskiej – Jego/Jej Cesarska Wysokość...
  - w odniesieniu do potomków (od 1886 bezpośrednich) władców Imperium Rosyjskiego, także Jego/Jej Imperatorska Wysokość...[9]
- członek rodziny cesarsko-królewskiej – Jego/Jej Cesarsko-Królewska Wysokość... – stosowany np. od czasu powstania Austro-Węgier wobec wszystkich członków dynastii Habsburgów i w Cesarstwie Niemieckim
- członek rodziny królewskiej – Jego/Jej Królewska Wysokość...
  - członek rodziny sułtańskiej – Jego/Jej Sułtańska Wysokość... – zwrot stosowany w Sułtanacie Egiptu, wobec dzieci monarchy
- członek rodziny wielkoksiążęcej – Jego/Jej Wielkoksiążęca Wysokość... – zwrot stosowany w niektórych niemieckich wielkich księstwach (m.in. Badenia, Hesja).
- członek rodziny książęcej – Jego/Jej Książęca Wysokość...
  - w rodzinach książęcych: niemieckich (np. Liechtensteinie); Monako oraz wobec wnuków króla Włoch, w Portugalii wobec infantów niebędących bezpośrednio w linii do tronu, francuskich książąt krwi (obok zwrot fr. très haut et très puissant prince) – Jego/Jej Najjaśniejsza Wysokość...
  - w Hiszpanii zamiennie do infantów i członków rodziny panującej – Najjaśniejszy Pan/Pani... (hiszp. El Serenísimo Señor)
  - w niektórych liniach dynastii: Nassau, Braganza oraz Koburgów (tych ostatnich do 1844 roku) – Jego/Jej Książęca Najjaśniejsza Wysokość
  - niektóre rody niemieckie – Jego/Jej Dostojna Wysokość (niem. Erlaucht)

Do dalszych członków rodziny monarszej, jeśli nie posiada ona innych specjalnych tytułów, najczęściej stosuje się zwrot – Jego/Jej Wysokość...
Tytuły arystokratów niewywodzących się z rodzin monarszych
Wobec niedynastycznych arystokratów nie ma zwykle jednoznacznie ustalonych zasad zwracania, niektóre praktyki:
- Książę:
  - zwyczajowo – Jego/Jej Książęca Mość..., Jego/Jej Książęca Wysokość...
  - w Wielkiej Brytanii – Jego/Jej Łaskawość... (ang. His/Her Grace), lub Wielce Szlachetny/Wielce Szlachetna... (ang. Most Noble) // zwrot bezpośredni Wasza Łaskawość
  - niemieccy książęta – Jego Książęca Łaskawość
  - niektóre rodziny arystokratyczny, np. w Rosji, Niemczech, Belgii – Jego/Jej Najjaśniejsza Wysokość...
  - rodziny arystokratyczne, np. w Niemczech, Włoszech, Hiszpanii, Francji – Jego/Jej Wysokość
- w monarchicznej Francji:
  - do książąt – très haut, très puissant et excellent prince
  - zagraniczni książęta – haut et puissant prince
  - książęta, a w XIX wieku – très-haut et très-puissant seigneur
  - inna szlachta – très haut et puissant seigneur, lub haut et puissant seigneur
- zwyczajowo wobec arystokratów:
  - Jego/Jej Ekscelencja (ros. Ваше Сиятельство)
- do wszystkich lordów:
  - ang. His Lordship/Her Ladyship // zwrot bezpośredni: Mój Panie/Moja Pani (ang. My Lord/My Lady), lub ang. Your Lordship/Your Ladyship/
- markizowie w Wielkiej Brytanii:
- Wielce Szanowny (ang. The Most Honourable) // zwrot bezpośredni: Mój Panie/Moja Pani (ang. My Lord/My Lady), lub ang. Your Lordship/Your Ladyship/
- niższa szlachta (earl, wicehrabia, baron) w Wielkiej Brytanii:
  - Wielce/Prawdziwie Szanowny (ang. The Right Honourable) // zwrot bezpośredni: Mój Panie/Moja Pani (ang. My Lord/My Lady), lub ang. Your Lordship/Your Ladyship/
- niska szlachta (ang. Baronet i Knights):
  - Pan/Pani, lub Dama (ang. Sir/Lady, lub Dame) // zwrot bezpośredni Panie/Pani (ang. Sir/Lady, lub Madam)
- baronowie i lairdowie w Szkocji:
  - Mocno Szanowny – (ang. The Much Honoured)
- niższa szlachta w Danii, grandowie w Hiszpanii
  - Jego/Jej Ekscelencja
- niższa szlachta niemiecka, wyższa arystokracja w Holandii:
  - Wielce Urodzony/Urodzona (niem. Hochgeboren, hol. Hooggeboren)
- niższa szlachta niemiecka i w Holandii:
  - Wielce Dobrze Urodzony/Urodzona (niem. Hochwohlgeboren, hol. Hoogwelgeboren)
- najniższa szlachta niemiecka, nietytułowa szlachta w Szwecji
  - Dobrze Urodzony/Urodzona (niem. Wohlgeboren, szwed. Högvälboren)
- austro-węgierscy książęta:
  - Wasza Książęca Łaskawość (niem. Fürstliche Gnaden), lub też Jego/Jej Najjaśniejsza Wysokość... (niem. Durchlaucht)
- austro-węgierscy hrabiowie:
  - Wasza Hrabiowska Łaskawość (niem. Gräfliche Gnaden), lub też Jego/Jej Dostojna Wysokość (niem. Erlaucht)
- w Rosji stosowano przede wszystkim zwroty bezpośrednie; w zależności od rangi:
  - do książąt – Wasza Łaskawość (ros. Ваше Сиятельство)
  - ranga 1-2 – Wielce Ekscelencjo (ros. ваше высокородие)
  - ranga 3-4 – Wasza Ekscelencjo (ros. ваше высокородие)
  - ranga 5 – Wielce Urodzony (ros. ваше высокородие)
  - rangi 6-8 – Wielce Szlachetny/Łaskawy (ros. ваше высокоблагородие),
  - rangi 9-14; baronowie i inna drobna szlachta – Wasza Szlachetność/Łaskawość (ros. ваше благородие),
- w Polsce szlachta tytułowała się różnymi nieusystematyzowanymi zwrotami jak np.[10][11]:
  - bardziej oficjalny charakter miały zwroty takie jak: Jaśnie Oświecony książę (do książąt), Jaśnie Wielmożny Panie (do senatorów), Wielce Miłościwy Panie (również do senatora), Wasza Wielmożność, Jaśnie Panie, Wielmożny Panie,
  - mniejszą wagę miały:Panie Bracie (tylko między równymi sobie szlachcicami), Mości Panie, Waćpan, Waszmość, Waść, Hojny Panie, Szlachetny Panie,

### Tytuły osób duchownych i zakonnych
w wypadku oficjalnego zwrotu, należy w miejsce wielokropka wstawić nazwę urzędu, a następnie imię (i nazwisko) (np. „Jego Świątobliwość Papież Benedykt XVI”)
Kościół katolicki
- papież (pełny tytuł – patrz wyżej)
  - Jego Świątobliwość… // zwrot bezpośredni: Wasza Świątobliwość (dawniej także: Jego Dostojność)
- patriarcha, arcybiskup większy
  - Wielce Błogosławiony…
- kardynał – Eminencja
  - Jego Eminencja… // forma dłuższa: Jego Eminencja, Najprzewielebniejszy… // zwroty bezpośrednie: Wasza Eminencjo; Wasza Eminencjo, Najprzewielebniejszy Księże Kardynale; Księże Kardynale
- arcybiskup, biskup – Ekscelencja:
  - Jego Ekscelencja… / Najprzewielebniejszy… / Najdostojniejszy… // formy dłuższe: Jego Ekscelencja Najprzewielebniejszy… / Jego Ekscelencja Najdostojniejszy… // zwrot bezpośredni: Wasza Ekscelencjo; Księże Biskupie
- generał zakonu, prowincjał, opat
  - Najprzewielebniejszy… // zwrot bezpośredni: Najprzewielebniejszy
- kanonik, dziekan, rektor
  - Przewielebny
- matka przełożona, lub inna siostra o znaczącej pozycji:
  - Przewielebna Siostra… // mniej oficjalnie: Matka…
- Prałat Honorowy Jego Świątobliwości, Kapelan Honorowy Jego Świątobliwości, Protonotariusz apostolski, inni prałaci Kurii Rzymskiej[12]:
  - Przewielebny Monsinior… (+ tylko imię i nazwisko) / Przewielebny Ksiądz Prałat… // mniej oficjalnie: Monsinior… (+ tylko imię i nazwisko), Ksiądz Prałat… (+ tylko imię i nazwisko)
- proboszcz[12]:
  - Przewielebny Ksiądz Proboszcz… // zwroty bezpośrednie: Przewielebny Księże Proboszczu / Przewielebny Ojcze
- wikariusz parafialny, kapelan, prezbiter bez tytułów, diakon:
  - Wielebny…
- siostra zakonna:
  - Wielebna… // mniej oficjalnie: Siostra… (+ tylko imię)
- zakonnik:
  - zakonnik ze święceniami kapłańskimi: Ojciec… (+ tylko imię), zakonnik bez święceń kapłańskich: Brat… (+ tylko imię)

Kościół prawosławny
- Patriarcha Konstantynopola, Patriarcha Moskwy i Całej Rusi, Patriarcha Gruzji
  - Jego Świątobliwość… // zwrot bezpośredni: Wasza Świątobliwość
- patriarcha (co do zasady):
  - Wielce Błogosławiony…
- Głowa Kościoła autokefalicznego, Metropolita (różne formy w zależności od tradycji danego Kościoła):
  - Najprzewielebniejszy… / Wielce Błogosławiony… / Wielce Najprzewielebniejszy… / Jego Eminencja Wielce Błogosławiony…[e] / Jego Eminencja… // zwrot bezpośredni: Wasza Eminencjo, wierni zwracają się tradycyjnie Władyko
- Prezbiter, hieromnich:
  - Wielebny Ojciec… // mniej oficjalnie: Ojciec
- protoprezbiter, arcyprezbiter, archimandryta:
  - Przewielebny… // mniej oficjalnie: Ojciec
- hieromnich:
  - Wielebny… // mniej oficjalnie: Ojciec
- diakon:
  - Wielebny Ojciec… // mniej oficjalnie:, Ojciec, Ojciec diakon
- protodiakon, archidiakon:
  - Wielebny… // mniej oficjalnie:, Ojciec, Ojciec diakon

Buddyzm
- dalajlama, Karmapa
  - Jego Świątobliwość... // zwrot bezpośredni: Wasza Świątobliwość

Uwagi

Łaciński zwrot Reverendus tłumaczony jest na język polski jako wielebny, ale także czcigodny. Tak więc
- wielebny = czcigodny
- przewielebny, najprzewielebniejszy = najczcigodniejszy

Zarówno arystokracja, jak i wyższego duchowieństwo posiada prostą i uroczystą formę swojego nazwiska. Forma uroczysta zbudowana jest na zasadzie: zwrot grzecznościowy + imię + tytuł + nazwisko + ewentualnie reszta tytułu, np. Jego Eminencja, Najprzewielebniejszy Karol, Kardynał Świętego Kościoła Rzymskiego Wojtyła, Arcybiskup i Metropolita Krakowski.

### Tytuły dyplomatów
Szefowie misji dyplomatycznej
- I. klasa – ambasador / wysoki komisarz (nuncjusz w przypadku Stolicy Apostolskiej (dawniej również jego wariant w postaci pronuncjusza))
- II. klasa – poseł nadzwyczajny, minister pełnomocny (internuncjusz w przypadku Stolicy Apostolskiej)
- III. klasa – chargé d’affaires

Zwroty
- Szefom misji dyplomatycznej klasy I przysługuje zwrot honorowy identyczny jak dla głowy państwa – ekscelencja – Jego/Jej Ekscelencja // zwrot bezpośredni: Wasza Ekscelencjo… Forma ta nie powinna być używana w stosunkach wewnętrznych, np. przez Polaków do polskich ambasadorów, pracujących na placówkach zagranicznych. W stosunkach wewnętrznych w mowie używa się formy Panie ambasadorze/Pani ambasador.
- Względem chargé d’affaires, używa się tytułu Pan/Pani chargé d’affaires albo wymienia jego stopień dyplomatyczny, np. radca, I sekretarz.
- Radcę-ministra tytułuje się Pan/Pani Minister.
- W stosunku do sekretarza, attaché używa się tytułów naukowych, jednakże w stosunku do attaché wojskowego używa się stopnia wojskowego.

Uwagi
- Zwracając się do ambasadora nadzwyczajnego i pełnomocnego, używa się tytułu i zwrotów ambasadora.

### Tytuły naukowe, stopnie naukowe, tytuły zawodowe
Poniższa tabela przedstawia rozróżnienie pomiędzy tytułami, stopniami naukowymi i tytułami zawodowymi.
| Nazwa polska (skrót) | Stopień/tytuł   | Wymagania do uzyskania                                                         | Jednostka nadająca                                                                         | Odpowiednik angielski                |
| --- | --------------- | ------------------------------------------------------------------------------ | ------------------------------------------------------------------------------------------ | ------------------------------------ |
| licencjat (lic.) licencjat pielęgniarstwa (lic. piel.) licencjat położnictwa (lic. poł.) inżynier (inż.) inżynier architekt (inż. arch.) inżynier architekt krajobrazu (inż. arch. kraj.) inżynier pożarnictwa (inż. poż.) | tytuł zawodowy  | studia pierwszego stopnia                                                      | uczelnia posiadająca odpowiednie uprawnienia                                               | B.A./B.Sc. (lub równorzędny)         |
| magister (mgr) magister inżynier (mgr inż.) magister inżynier architekt (mgr inż. arch.) magister inżynier architekt krajobrazu (mgr arch. kraj.) magister inżynier pożarnictwa (mgr inż. poż.) magister sztuki (mgr szt.) magister pielęgniarstwa (mgr piel.) magister położnictwa (mgr poł.) magister farmacji (mgr farm.) lekarz (lek.) lekarz dentysta (lek. dent.) lekarz weterynarii (lek. wet.) | tytuł zawodowy  | studia drugiego stopnia                                                        | uczelnia posiadająca odpowiednie uprawnienia                                               | M.A./M.Sc. (lub równorzędny)         |
| doktor (dr) | stopień naukowy | studia trzeciego stopnia i/lub* przygotowanie i obrona rozprawy doktorskiej    | uczelnia posiadająca odpowiednie uprawnienia                                               | Ph.D.                                |
| doktor habilitowany (dr hab.) | stopień naukowy | przygotowanie i obrona rozprawy habilitacyjnej oraz odpowiedni dorobek naukowy | uczelnia posiadająca odpowiednie uprawnienia                                               | D.Sc. (Scientiæ Doctor) etc.         |
| profesor (prof.) | tytuł naukowy   | przygotowanie tzw. „książki profesorskiej” oraz odpowiedni dorobek naukowy     | Prezydent RP po akceptacji Centralnej Komisji do spraw Stopni i Tytułów na wniosek uczelni | professor, w USA tzw. full professor |

Zwroty
Zwroty przysługujące wymienionym osobom (gdzie X.Y. to imię i nazwisko):
- licencjat (lic. X.Y.) – Pan/Pani Licencjat, zwroty bezpośrednie: Panie Licencjacie/Pani Licencjat (zwrotów przynależnych osobom z licencjatem praktycznie nie stosuje się)
- inżynier (inż. X.Y.) – Pan/Pani Inżynier, zwroty bezpośrednie: Panie Inżynierze/Pani Inżynier
- magister (mgr X.Y.) – Pan/Pani Magister, zwroty bezpośrednie: Panie Magistrze/Pani Magister (zwroty rzadko stosowane, jedynie np. w przypadku pracowników uczelni, farmaceutów)
- magister inżynier (mgr inż. X.Y.) – Pan/Pani Magister Inżynier, zwroty bezpośrednie: Panie Inżynierze/Pani Inżynier
- lekarz (lek. X.Y.) – zwroty bezpośrednie: Panie Doktorze/Pani Doktor[13]
- doktor (dr X.Y.) – Pan/Pani Doktor, zwroty bezpośrednie: Panie Doktorze/Pani Doktor
- doktor habilitowany (dr hab. X.Y.) – Pan/Pani Profesor, zwroty bezpośrednie: Panie Profesorze/Pani Profesor (dawniej doktorów habilitowanych zatrudnionych w PAN powoływano na stanowisko docenta, dlatego przysługiwała im forma: Panie docencie/Pani docent, praktykę takiego tytułowania stosowano potocznie do innych doktorów habilitowanych) (przy podawaniu nazwiska zawsze dr hab.).

Doktor honorowy
Osoby obdarzone tytułem honorowym: doktor honoris causa przysługuje skrót: dr h.c., w przypadku kilku tytułów: dr h. c. mult.
Uwagi

Należy łączyć tytuły:
- kościelne z naukowymi, przykładowo w postaci oficjalnej, ks. prof., w zwrocie bezpośrednim: Księże Profesorze, czy też: ks. dyr., w zwrocie bezpośrednim: Księże Dyrektorze
- wojskowe z naukowymi, przykładowo: gen. prof., jednak już nie w zwrotach bezpośrednich – należy wybrać: albo Panie Generale albo Panie Profesorze.

W przypadku niektórych zawodów, zwroty grzecznościowe nie odpowiadają zdobytemu przez daną osobę tytułowi/stopniowi – i tak zwracać należy się:
- do pracownika apteki – Panie Magistrze/Pani Magister
- do lekarza, lekarza weterynarii itp. przyjęło się zwracać: Panie Doktorze/Pani Doktor[f]
- do pracownika dydaktycznego w szkole średniej – Panie Profesorze/Pani Profesor[g].

Tytuły zawodowe i stopnie naukowe można podawać również w wersji dłuższej, tj. z określeniem naukowej specjalności. np.
- magister nauk ekonomicznych – mgr n. ekon. X.Y.
- doktor habilitowany nauk prawnych – dr hab. n. praw. X.Y.

Niekiedy tytuły pracowników naukowych mogą przybrać długą formę, jak np. ks. bp gen. dyw. prof. zw. dr hab. n. mat. inż. dr h.c. X.Y. – ksiądz biskup, generał dywizji, profesor zwyczajny, doktor habilitowany nauk matematycznych, inżynier, doktor honoris causa X.Y.

### Tytuły pracowników szkół wyższych

#### Stanowiska kierownicze
Na czele uczelni stoją rektor, oraz jego zastępca (zastępcy) prorektor. Przysługuje im zwrot honorowy:
- Magnificencja – Jego/Jej Magnificencja, zwrot bezpośredni: Wasza Magnificencjo..., zwrot mniej formalny: Panie Rektorze/Pani Rektor

Na czele określonej jednostki administracyjnej uczelni stoją:
- dziekan wydziału (...), (zastępca: prodziekan wydziału (...)) – tytuł dodany po nazwisku, zwrot grzecznościowy – Panie dziekanie/Pani dziekan
- dyrektor (...) – tytuł dodany po nazwisku, zwrot grzecznościowy raczej uzależniony od tytułu/stopnia naukowego – tylko w sytuacjach formalnych: Panie dyrektorze/Pani dyrektor
- kierownik (...) – tytuł dodany po nazwisku, zwrot grzecznościowy

Uwagi

Nie łączy się tytułów służbowych z naukowymi, np. „Panie Profesorze Rektorze”, czy „Panie Dyrektorze Profesorze”. Z dwóch tytułów wybiera się wyższy.

#### Pracownicy uczelni
W ramach uczelni zatrudnieni (od najwyższego stanowiska)
- pracownicy naukowi i pracownicy naukowo-dydaktyczni:
  - profesor zwyczajny (osoby z tytułem naukowym profesora)
  - profesor nadzwyczajny (osoby z tytułem naukowym profesora lub doktora habilitowanego)
  - profesor wizytujący
  - adiunkt
  - asystent
- pracownicy dydaktyczni:
  - starszy wykładowca/starszy instruktor
  - wykładowca
  - lektor lub instruktor

W uczelniach zawodowych pracownicy dydaktyczni mogą być także zatrudniani na stanowiskach:
- profesor zwyczajny,
- profesor nadzwyczajny,
- profesor wizytujący,
- asystent.

Dawniej powszechnym stanowiskiem naukowym był docent.
Zwroty
Osobom piastującym stanowisko profesora zwyczajnego, a także nadzwyczajnego (choćby nawet nieposiadającym tytułu naukowego profesora), przysługuje zwrot – Panie Profesorze/Pani Profesor.
Osobom na stanowisku docenta (niezależnie od stopnia naukowego) – Panie Docencie/Pani Docent.
Pozostałych pracowników uczelni tytułuje się wedle posiadanego tytułu zawodowego/stopnia naukowego.
Łączenie tytułów i stopni naukowych z tytułami stanowisk uczelnianych
Obowiązujące zasady nakazują w sytuacjach oficjalnych i w podpisach tytuły zawodowe, tytuły i stopnie naukowe podawać przed imieniem i nazwiskiem, za nimi natomiast należy podawać stanowiska uczelniane. Przykłady:
- dr hab. X.Y., prof. UJ, lub też dr hab. X.Y., prof. nadzw. UJ (zapis dopuszczalny) – tytułować się tak może osoba, która posiada stopień naukowy doktora habilitowanego i jest zatrudniona na stanowisku profesora nadzwyczajnego na Uniwersytecie Jagiellońskim.

### Inne tytuły i zwroty
- Sędzia – zwrot: Panie Sędzio/Pani Sędzio, na rozprawie: Wysoki Sądzie, Proszę sądu
- Adwokat, radca prawny, doradca podatkowy – zwrot: Panie Mecenasie/Pani Mecenas (tytuł stosowany jedynie w Polsce); wobec radcy także Panie Radco/Pani Radco
- Notariusz – zwrot: Panie Notariuszu/Pani Notariusz, tradycyjnie Panie Rejencie/Pani Rejent
- wobec osób zajmujących świeckie ważne stanowiska, godności także:
  - Wielce Dostojny, Wasza Dostojność
  - Wielce Czcigodny, Wasza Czcigodność
- do przedstawicieli służb mundurowych należy się zwracać zgodnie z posiadanym stopniem, wyjątki:
  - podporucznik – zwrot: Panie poruczniku/Pani porucznik
  - podpułkownik – zwrot: Panie pułkowniku/Pani pułkownik
  - komandor podporucznik/ komandor porucznik – zwrot: Panie komandorze/ Pani komandor
  - podkomisarz Policji – zwrot: Panie komisarzu/Pani komisarz
  - podinspektor Policji – zwrot: Panie inspektorze/Pani inspektor
  - nadinspektor Policji – zwrot: Panie generale/ Pani generał
  - nadbrygadier Państwowej Straży Pożarnej – zwrot: Panie generale/ Pani generał
  - starszy sierżant, sierżant sztabowy – zwrot: Panie sierżancie/Pani sierżant
  - młodszy chorąży, chorąży, starszy chorąży, starszy chorąży sztabowy – zwrot: Panie chorąży/Pani chorąży
  - młodszy aspirant, aspirant, starszy aspirant, starszy aspirant Policji/ Państwowej Straży Pożarnej- zwrot: Panie aspirancie/ Pani aspirant